# Guillaume Daniel Louis Huet
Guillaume Daniel Louis Huet (Amsterdam, 29 augustus 1831 - Den Haag, 20 augustus 1891) was een Nederlands geneesheer. Hij was als hoogleraar Geneeskunde en Pharmacologie verbonden aan de Universiteit Leiden.

## Biografie
Guillaume Daniel Louis Huet werd geboren op 29 augustus 1831 als zoon van de predikant Pierre Josué Louis Huet. Hij volgde een gymnasiale opleiding waarna hij studeerde aan het Athenaeum Illustre te Amsterdam. In 1856 promoveerde hij op het proefschrift Specimen medicum inaugurale continens Varia de morbo syphilitico in nosocomio Amstelodamensi suburbano observata. Vervolgens bracht hij enige tijd door in Wenen en Parijs, waarna hij terugkeerde naar Amsterdam. Hij zich vestigde zich als geneesheer aldaar. Daarna werd hij inwonend assistent-geneesheer aan het Buitengasthuis in Amsterdam. In 1862 volgde zijn benoeming tot geneesheer-directeur aldaar. Datzelfde jaar trouwde hij met Gerardina Cornelia Bienfait en werd hij medewerker bij het Tijdschrift voor Geneeskunde. In de periode dat hij geneesheer-directeur was publiceerde hij onder andere over huid- en geslachtsziekten. Ook publiceerde hij een rapport over de gasthuizen in Amsterdam. Hij concludeerde dat de instelling aan het hoofd waarvan hij stond niet voldeed aan de eisen die aan een modern ziekenhuis gesteld mochten worden.
Van 1868 tot en met 1873 was hij hoofdbestuurder-secretaris bij de Koninklijke Nederlandsche Maatschappij tot bevordering der Geneeskunst. In 1872 werd hij benoemd tot hoogleraar Geneeskunde en Pharmacologie aan de Universiteit Leiden. Hij aanvaardde dit ambt met de rede Over de noodzakelijkheid om de geneeskunde als natuurwetenschap op te vatten. In deze periode werkte hij mee aan de derde druk van de Pharmacopea Neerlandica. Voor zijn bijdragen werd hij benoemd tot Ridder in de Orde van de Nederlandse Leeuw. Gedurende het collegejaar 1884-1885 vervulde hij de functie van rector magnificus. Zijn rectorale rede was getiteld Over verdeeling van den arbeid in betrekking tot wetenschap en onderwijs. Een emeritaat volgde in 1890. Het jaar erop overleed hij.

## Publicaties (selectie)
- Spec. med. continens varia de morbo syphilitico in nosocomio Amstelodamensi suburbano observata. Amsterdam 1856
- Iets over blennorrhoea vaginae en hare behandeling. In: Ned. Weekbl. v. geneesk. 1856
- Ueber syphilitischen Affectionen des Mastdarms,  In: Behrends Archiv für Syphilidologie. 1858
- A.C.J. Michaëlis: Compendium van de leer der syphilis voor praktische artsen en studeerenden.
- De huid, wat zij is, wat zij doet en wat wij voor haar moeten doen. Haarlem 1860
- Verslag omtrent de ziekten welke in het jaar 1859 binnen Amsterdam geheerscht hebben. Amsterdam 1861
- Een stem uit den polder. Amsterdam 1866
- Het Buitengasthuis te Amsterdam. Amsterdam 1870
- Over de noodzakelijkheid om de geneeskunde als natuurwetenschap op te vatten. Leiden 1872, (online)
- Over verdeeling van den arbeid in betrekking tot wetenschap en onderwijs. Leiden 1885
- Verslag van de lotgevallen der universiteit in het afgeloopen jaar, uitgebracht 15 Sept. 1885. Leiden 1885